# Tony Todd
Anthony Tiran „Tony” Todd (ur. 4 grudnia 1954 w Waszyngtonie, zm. 6 listopada 2024 w Marina del Rey) – amerykański aktor. Występował w kultowych horrorach: m.in. Nocy żywych trupów (1990), czterech z sześciu części serii Oszukać przeznaczenie (2000, 2003, 2011, 2025; w 2006 w III części filmu słyszany był tylko jego głos), Candymanie (1992), Władcy życzeń (1997) czy Toporze (2006). Kreacja Todda w filmie Candyman uznana została za jeden z najlepszych występów aktorskich w kinie grozy przez witrynę RetroCrush.

## Filmografia

### Filmy
- 1986: Pluton jako sierżant Warren
- 1990: Noc żywych trupów jako Ben
- 1992: Candyman jako Candyman
- 1993: Niepohamowana siła jako Frankie Hawkins
- 1994: Kruk jako Grange
- 1995: Candyman II: Pożegnanie z ciałem jako Candyman
- 1996: Twierdza jako kapitan Darrow
- 1997: Władca życzeń jako Johnny Valentine
- 1998: Caught Up jako Jake Samples
- 1998: Projekt Pandora jako Garrett Houtman
- 1999: Candyman III: Dzień umarłych jako Candyman
- 2000: Oszukać przeznaczenie jako William Bludworth
- 2003: Czynnik kontroli jako Reggie
- 2003: Oszukać przeznaczenie 2 jako William Bludworth
- 2004: Murder-Set-Pieces jako sprzedawca
- 2006: Topór jako Clive Washington
- 2006: Tournament of Dreams jako Isaiah Kennedy
- 2007: Masakra w Chicago (Chicago Massacre: Richard Speck) jako kapitan Dunning
- 2007: Człowiek z Ziemi jako Dan
- 2008: 24 godziny: Wybawienie jako generał Benjamin Juma
- 2009: Transformers: Zemsta upadłych jako Upadły (głos)
- 2011: Oszukać przeznaczenie 5 jako William Bludworth
- 2025: Oszukać przeznaczenie: Więzy krwi jako William Bludworth

### Seriale
- 1989: MacGyver jako Zimba
- 1990: Matlock jako Billy Pierce
- 1990–1991: Star Trek: Następne pokolenie jako Kurn
- 1990–1991: Gliniarz i prokurator  jako Jordan Lee (s.04 odc 9-10)
- 1994: Prawo i porządek jako wielebny Ott
- 1994: Z Archiwum X jako Augustus D. Cole
- 1995: Star Trek: Stacja kosmiczna jako Jake Sisko
- 1995: Herkules jako Gladius
- 1996: Beverly Hills, 90210 jako dr Julius Tate
- 1996: Napisała: Morderstwo jako agent Bezpieczeństwa Narodowego Nathan Mitchell
- 1996: Star Trek: Stacja kosmiczna jako Kurn
- 1997: Nowojorscy gliniarze jako detektyw Eddie Hazell
- 1997: Xena: Wojownicza księżniczka jako Kekrops
- 1998: Star Trek: Voyager jako Alpha Hirogen
- 2002: Boston Public jako Lester Lipschultz
- 2004: 24 godziny jako detektyw Michael Norris (7 sezon)
- 2006: Mistrzowie horroru jako bestia (odcinek Valerie na schodach)
- 2007–2011: Chuck jako dyrektor CIA Langston Graham (sezony 1,2 i 5)
- 2009: 24 godziny jako generał Benjamin Juma (7 sezon)
- 2012: Hawaii Five-0 jako Jordan Nevins
- 2015–2018: Flash jako Zoom (głos)